# Schlacht von Tel-el-Kebir
In der Schlacht von Tel-el-Kebir in Ägypten besiegte am 13. September 1882 eine britische Armee unter Garnet Joseph Wolseley die Armee Orabi Paschas, des Führers der ägyptischen Urabi-Bewegung. Als Ergebnis der Schlacht wurde die Urabi-Bewegung niedergeschlagen und Ägypten durch Großbritannien besetzt.

## Vorgeschichte
Im Herbst 1881, als nach dem finanziellen Ruin Ägyptens unter Ismail Pascha das Land unter internationale Finanzkontrolle geriet, kam es zu Unruhen (Urabi-Bewegung). Am 11. Juni kam es in Alexandria zu blutigen Exzessen gegen die Ausländer. Am 11. Juli 1882 beschossen britische Kriegsschiffe unter Admiral Seymour daraufhin Alexandria. Im September 1882 landeten dann britische Truppen unter General Wolseley in Ägypten, um eine weitere wirtschaftliche und finanzielle Durchdringung des Landes und vor allem die Kontrolle über den Suez-Kanal sicherzustellen.

## Gliederung
- Britische Armee (Generalleutnant Wolseley)
  - Stab (Generalleutnant John Miller Adye)
  - 1. Infanteriedivision (Generalleutnant Willis)
    - (1.) Garde-Brigade (Generalmajor Arthur, Duke of Connaught and Strathearn)
    - 2. Infanteriebrigade (Brigadegeneral Graham)

  - 2. Infanteriedivision (Generalleutnant Hamley)
    - Highland-Brigade (Generalmajor Alison)
    - 4. Infanteriebrigade (Oberst Ashburnham)

  - Indisches Kontingent (Generalmajor Macpherson)
    - Infanteriebrigade (Brigadegeneral Tanner)

  - Kavalleriedivision (Generalmajor Drury-Lowe)
    - 1. Kavalleriebrigade (Brigadegeneral Russell)
    - (2.) Indische Kavalleriebrigade (Brigadegeneral Wilkinson)

  - Feldartillerie (Brigadegeneral Goodenough)

## Die Schlacht

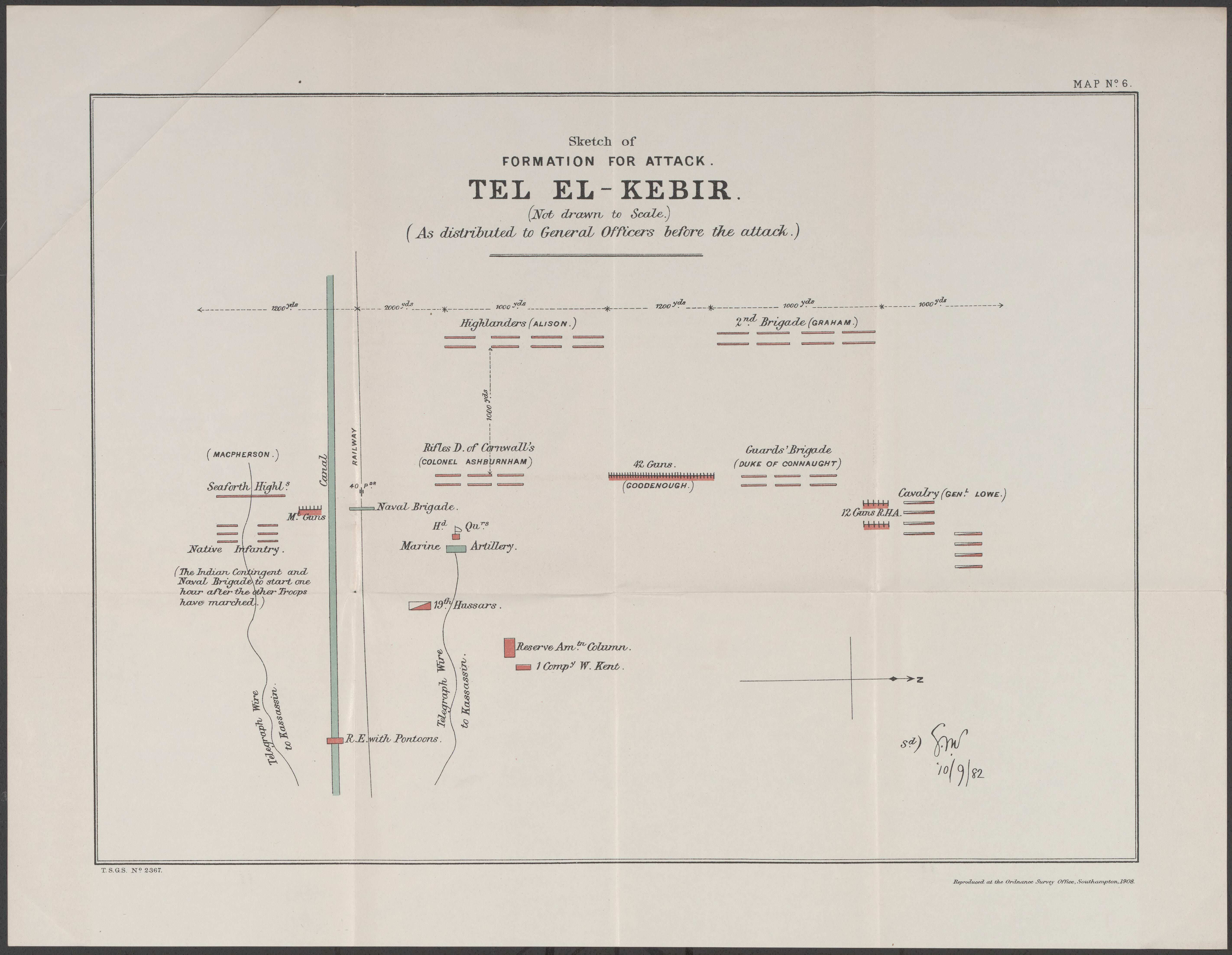
Britische Aufstellung vor der Schlacht

Nachdem General Wolseley Orabi Pascha Glauben gemacht hatte, bei Abukir zu landen, ging er tatsächlich in Sues an Land. Nach einem nächtlichen Marsch durch die Wüste besiegte er am 13. September Orabi Pascha in der Schlacht bei Tel-el-Kebir. Orabi Pascha selbst wurde gefangen genommen. In der Schlacht kämpften 17.500 Briten gegen 16.000 Ägypter. Die Schlacht dauerte nur rund eine halbe Stunde. Die Ägypter verloren ca. 2.000 Mann, während die britischen Verluste nur 57 Tote betrugen.

## Ergebnis
In der Schlacht von Tel-el-Kebir wurde die ägyptische Armee zerschlagen. Sie wurde anschließend unter dem Kommando eines britischen Oberbefehlshabers, des Sirdar, neu aufgebaut.
Orabi Pascha wurde durch die ägyptische Regierung zum Tode verurteilt, aber auf Drängen der Briten nach Ceylon verbannt. 1882 begann die britische Herrschaft in Ägypten, die sich über den Ersten und Zweiten Weltkrieg hinaus erstreckte. Erst in der Sueskrise 1956 befreite sich Ägypten vollends aus der britischen Einflusssphäre.
Die Wirren in Ägypten im Zuge der Urabi-Bewegung begünstigten die Ausbreitung der Mahdi-Bewegung im ägyptisch besetzten Sudan. Nach der Schlacht von Tel-el-Kebir strömten dem Mahdi neue Anhänger zu und die Mahdisten errichteten einen unabhängigen Staat im Sudan.